# پلانکتون، آئروسل، ابر، اکوسیستم اقیانوس
پلانکتون، آئروسل، ابر، اکوسیستم اقیانوس (انگلیسی: Plankton, Aerosol, Cloud, ocean Ecosystem) با کوته‌نوشت (PACE) یک مأموریت ماهواره‌ای ماهواره دیدبانی زمین ناسا است که مشاهدات رنگ اقیانوس‌های جهانی، بیوژئوشیمی، و اکولوژی، و همچنین چرخه کربن، ذرات معلق در هوا و ابرها را ادامه داده و به پیش می‌برد.از داده‌های PACE برای شناسایی میزان و مدت شکوفایی فیتوپلانکتون و بهبود درک کیفیت هوا استفاده خواهد شد. این موارد و سایر استفاده‌ها از داده‌های PACE به نفع اقتصاد و جامعه خواهد بود، به ویژه برای بخش‌هایی که بر کیفیت آب، شیلات و امنیت غذایی متکی هستند.
پس از پیشنهاد برای لغو تحت بودجه سال مالی ۲۰۱۸ پرزیدنت ترامپ، توسط کنگره بازسازی شد. پروژهٔ PACE توسط مرکز پرواز فضایی گودارد ناسا مدیریت می‌شود. ابزار و اتوبوس اصلی در مرکز پرواز فضایی گدارد طراحی و ساخته شد.
در ۴ فوریه ۲۰۲۰، ناسا انتخاب اسپیس‌اکس را برای پرتاب PACE با فالکون ۹ با هزینه کلی ۸۰٫۴ میلیون دلار ناسا، شامل سرویس پرتاب و سایر هزینه‌های مربوط به مأموریت، اعلام کرد. هزینه کل این مأموریت ۹۶۴ میلیون دلار است که شامل ساخت، پرتاب و عملیات فضاپیما می‌شود. این مأموریت با موفقیت در ۸ فوریه ۲۰۲۴ در ساعت ۰۶:۳۳ یوتی‌سی راه‌اندازی شد.

## تاریخچه
پیش از این آئروسل، ابر و اکوسیستم اقیانوسی (Pre- PACE) نامیده می‌شد. PACE در ۱۶ ژوئن ۲۰۱۶ در جریان رویداد تصمیم‌گیری کلیدی A یا Key Decision Point-A (KDP-A) تصویب شد تا (Pre- PACE) از مرحلهٔ اولیهٔ برنامه‌ریزی خود خارج شود. مدیر پروژه «آندره دِرِس» گفت که یک نقطه عطف مهم برای این مرحله بعدی این است که بودجهٔ رسمی این مأموریت برای استفاده در ۱ ژوئیه ۲۰۱۶ در دسترس قرار می‌گیرد.

## بررسی اجمالی دانسته‌ها
PACE دو هدف علمی اساسی دارد: «توسعه سوابق کلیدی داده‌های رنگی، آئروسل، و ابری برای سیستم زمین و مطالعات آب و هوا، و رسیدگی به سوالات علمی جدید و نوظهور با استفاده از ابزارهای پیشرفته خود، پیشی گرفتن از قابلیت‌های ماموریت‌های قبلی و فعلی.» اقیانوس و اتمسفر مستقیماً به هم متصل هستند و انرژی، آب، مواد مغذی، گازها، ذرات معلق در هوا و آلاینده‌ها را جابجا و انتقال می‌دهند. آئروسل‌ها، ابرها و فیتوپلانکتون‌ها نیز می‌توانند بر یکدیگر تأثیر بگذارند.
PACE ذرات اتمسفر و ابرهایی را که نور خورشید را پراکنده و جذب می‌کنند اندازه‌گیری می‌کند. توصیف بهبود یافته ذرات آئروسل، تعیین کمیت تأثیر آنها بر زیست‌شناسی دریا و شیمی اقیانوس‌ها، و همچنین بودجه انرژی زمین و پیش‌بینی اکولوژیکی را ممکن می‌سازد. دانشمندان را قادر می‌سازد تا ماهیگیری را بهتر رصد کنند، شکوفه‌های جلبکی مضر را شناسایی کنند و تغییرات در منابع دریایی را مشاهده کنند. رنگ اقیانوس با برهمکنش نور خورشید با مواد یا ذرات موجود در آب دریا مانند کلروفیل، رنگدانه سبز رنگی که در بیشتر گونه‌های فیتوپلانکتون یافت می‌شود، تعیین می‌شود. با نظارت بر توزیع و فراوانی فیتوپلانکتون‌های جهانی، این مأموریت به درک سیستم‌های پیچیده‌ای که بوم‌شناسی اقیانوس را هدایت می‌کنند کمک خواهد کرد.

### ابزار علمی

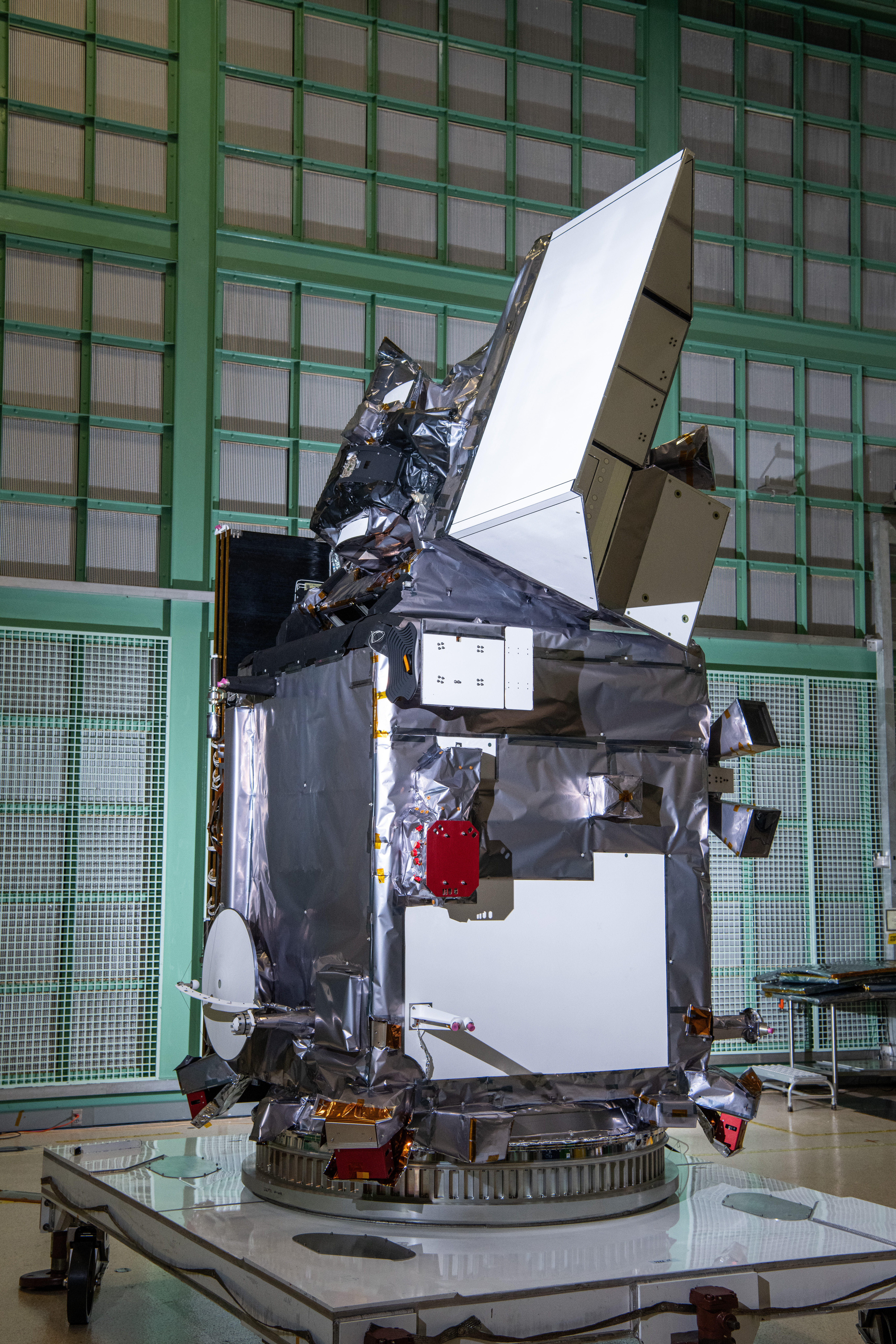
PACE in the clean room

اقیانوس‌ها نقش مهمی در حمایت از حیات روی زمین و همچنین اقتصاد جهانی دارند. برای درک تغییرات در سلامت اقیانوس‌ها مرتبط با تغییرات آب و هوایی؛ فرمول‌بندی اهداف علمی و الزامات حسگر برای یک مأموریت ماهواره‌ای زیست‌شناسی اقیانوسی پیشرفته در سال ۲۰۰۰ با ابتکار چرخه کربن گسترده آژانس ناسا آغاز شد که شامل اقیانوس، زمین و جو بود. رشته‌ها
ابزار مورد نیاز برای این مأموریت اکولوژی اقیانوسی عبارتند از:
- Ocean Color Instrument (OCI)، حسگر اولیه، یک طیف‌سنج نوری بسیار پیشرفته است که برای اندازه‌گیری خواص نور در بخش‌هایی از طیف الکترومغناطیسی استفاده می‌شود. اندازه‌گیری مداوم نور با وضوح طول موج ریزتر از سنسورهای ماهواره‌ای قبلی ناسا را امکان‌پذیر می‌سازد، و رکوردهای داده‌های رنگی اقیانوسی سیستم کلیدی را برای مطالعات آب و هوا گسترش می‌دهد.[۱۳] قادر به اندازه‌گیری رنگ اقیانوس از فرابنفش تا امواج کوتاه مادون قرمز است.[۱۳] طول موج UV (۳۵۰–۴۰۰ نانومتر)، مرئی (۴۰۰–۷۰۰ نانومتر)، و مادون قرمز نزدیک (۷۰۰–۸۸۵ نانومتر)، و همچنین چندین باند مادون قرمز موج کوتاه.[۳]
- Spectro-Polarimeter for Planetary Exploration (SPEXone) یک قطب سنج چند زاویه ای است که طول موج‌های پیوسته را در محدوده ۳۸۵–۷۷۰ نانومتر پوشش می‌دهد. شدت، درجه قطبش خطی (DoLP) و زاویه قطبش خطی (AoLP) نور خورشید که از جو زمین، سطح زمین و اقیانوس منعکس می‌شود را اندازه‌گیری می‌کند. تمرکز توسعه SPEXone دستیابی به دقت بسیار بالایی در اندازه‌گیری‌های DoLP است که شناسایی دقیق ذرات معلق در هوا را تسهیل می‌کند. یک پیکسل زمین را زیر ۵ زاویه دید (۰ درجه، ۲۰± درجه و ۵۸± درجه روی زمین) مشاهده می‌کند، که در آن درگاه‌های دید ± ۲۰ درجه برای کالیبراسیون متقاطع با OCI استفاده می‌شود. آئروسل‌ها ذرات جامد یا مایع کوچکی هستند که در هوا معلق هستند و از طریق برهمکنش با تابش خورشیدی بر آب و هوا تأثیر می‌گذارند. آئروسل‌ها به‌طور غیرمستقیم با تغییر ویژگی‌های میکرو و ماکرو فیزیکی ابرها بر آب و هوا تأثیر می‌گذارند. بر اساس پنل بین دولتی تغییرات آب و هوا، ذرات معلق در هوا بزرگ‌ترین منبع خطا در تعیین کمیت نیروی تابشی تغییرات آب و هوا هستند.[۱۴]
- Hyper-Angular Rainbow Polarimeter #2 (HARP2) پلاریمتر رنگین کمان فوق زاویه‌ای شماره 2 (HARP2) یک قطب سنج تصویربرداری با زاویه دید وسیع است که برای اندازه‌گیری ذرات آئروسل و ابرها و همچنین ویژگی‌های سطوح خشکی و آب طراحی شده است. مقدار و نوع ذرات معلق در اتمسفر مربوط به کاربردهای مربوط به اثرات سلامتی، چرخه حیات ابر و بارش، آب و هوا و… است. محدوده مرئی و مادون قرمز نزدیک، و سه زاویه قطبش خطی برای اندازه‌گیری خواص میکروفیزیکی ذرات جو از جمله توزیع اندازه، مقدار، ضرایب شکست و شکل ذرات. HARP2 توسط مؤسسه زمین و فضای دانشگاه مریلند، شهرستان بالتیمور (UMBC) طراحی و ساخته خواهد شد.[۱۵] پیش از ابزار هارپ ۲، هارپ (قطب سنج رنگین کمان هایپرانگولار)، مکعبی ناسا که در ۲ نوامبر ۲۰۱۹ به ایستگاه فضایی بین‌المللی پرتاب شد، در ۱۹ فوریه ۲۰۲۰ از ایستگاه فضایی بین‌المللی مستقر شد، اولین نور را در ۱۵ آوریل ۲۰۲۰ دریافت کرد و در ۴ آوریل ۲۰۲۲ در مدار فروپاشید. COSPAR 1998-067QZ, SATCAT 45256.[۱۶][۱۷]

## مأموریت

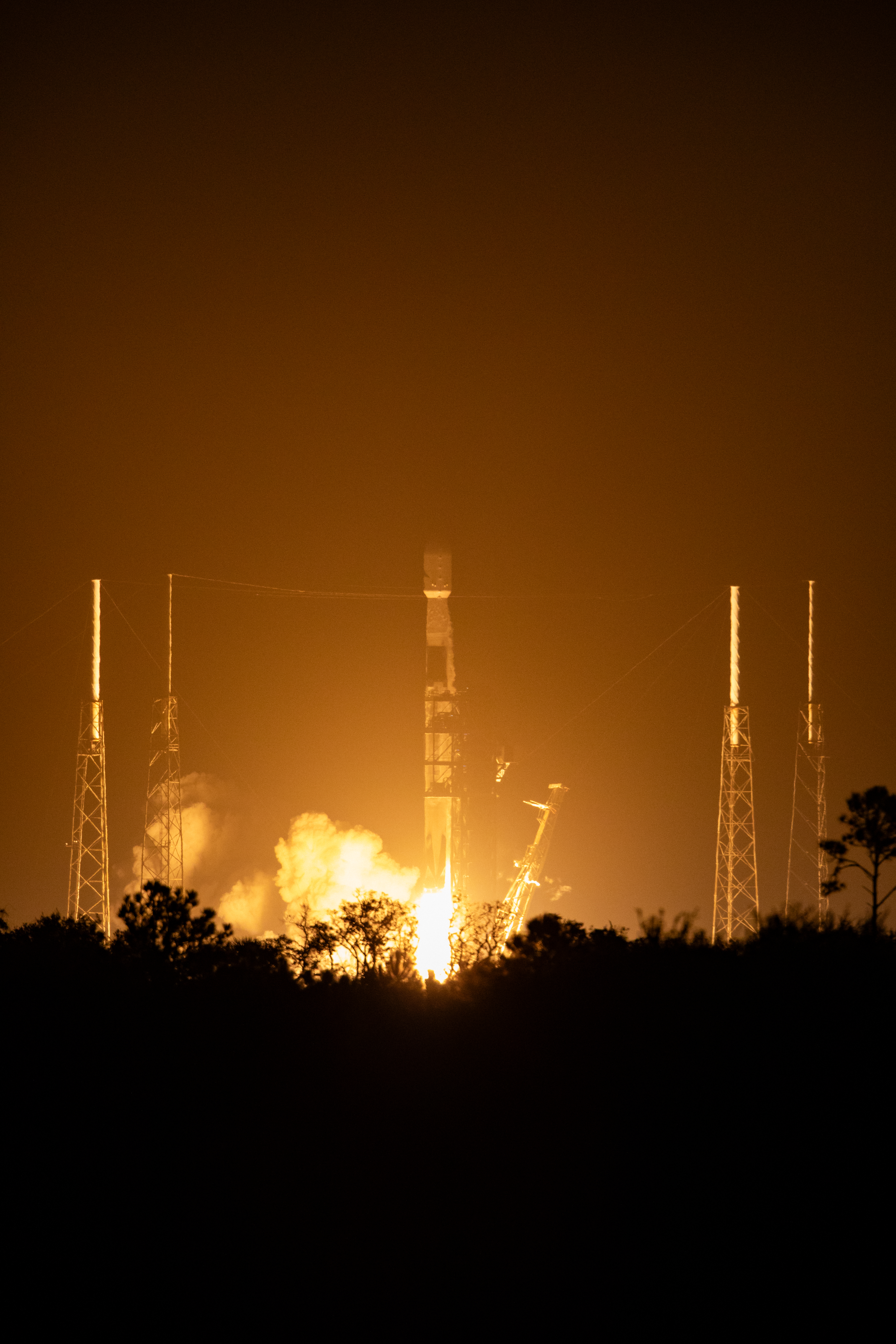
راه‌اندازی

### راه‌اندازی
در بامداد ۸ فوریه ۲۰۲۴، در یک پنجره پرتاب لحظه‌ای در ساعت ۱:۳۳ بامداد به وقت EST، بر روی یک موشک اسپیس‌اکس فالکون ۹ از فضایی کیپ کاناورال مجتمع پرتاب فضایی ۵۰ کیپ کاناورال پس از دو روز تأخیر ناشی از بدی آب و هوا پرتاب شد. مدت کوتاهی پس از پرتاب، موشک یک مانور داگ انجام داد تا آن را در مسیر جنوب قرار دهد. پس از جداسازی مرحلهٔ اول، تقویت کننده فالکون ۹ یک سوخت تقویتی انجام داد و در محل پرتاب به زمین بازگشت که در آنجا بازسازی می‌شود و در پروازهای آینده مورد استفاده مجدد قرار خواهد گرفت. این چهارمین پرواز این تقویت کننده ویژه بود که (B1081) نامگذاری شده است. مرحله دوم موشک PACE را به مدار نهایی خود در ارتفاع ۶۷۶٫۵ کیلومتری سوق داد و فضاپیما حدود ۱۳ دقیقه پس از پرتاب از هم جدا شدند.
غیرمعمول برای پرتاب از ساحل شرقی، این پرتاب قطبی بود که فضاپیما را در مداری همزمان با خورشید قرار می‌داد، نوعی مدار که معمولاً در ماهواره‌های رصدی استفاده می‌شود، زیرا هر روز یک نقطه معین را در زمین می‌بیند. این پرتاب‌ها معمولاً از پایگاه نیروی فضایی واندنبرگ در کالیفرنیا انجام می‌شود تا از فرود زباله‌ها در مناطق پرجمعیت جلوگیری شود، اما اسپیس‌ایکس به دلیل توانایی در فرود بی‌خطر تقویت‌کننده فالکون ۹ و معرفی پرواز خودمختار، پرتاب‌های قطبی از فلوریدا را در سال ۲۰۲۰ از سر گرفت. سیستم ایمنی در موشک‌های فالکون PACE اولین مأموریت دولت ایالات متحده بود که از سال ۱۹۶۰ به مدار قطبی از فلوریدا پرتاب کرد.انتخاب پرتاب PACE از فلوریدا به دلیل قرار گرفتن آن در نزدیکی مرکز پرواز فضایی گدارد، جایی که مأموریت در آن انجام می‌شود، به سادگی یک موضوع راحت بود.